# Chiesa Vecchia (Delft)
La Chiesa Vecchia, in olandese Oude Kerk è un edificio di culto, protestante, della città di Delft, nei Paesi Bassi.
È la chiesa più antica della città e sorge sul centrale canale Oude Delft, anch'esso il più antico della città.
Caratteristico è il suo campanile pendente di 75 metri d'altezza, edificato sui modelli fiamminghi.

## Storia e descrizione

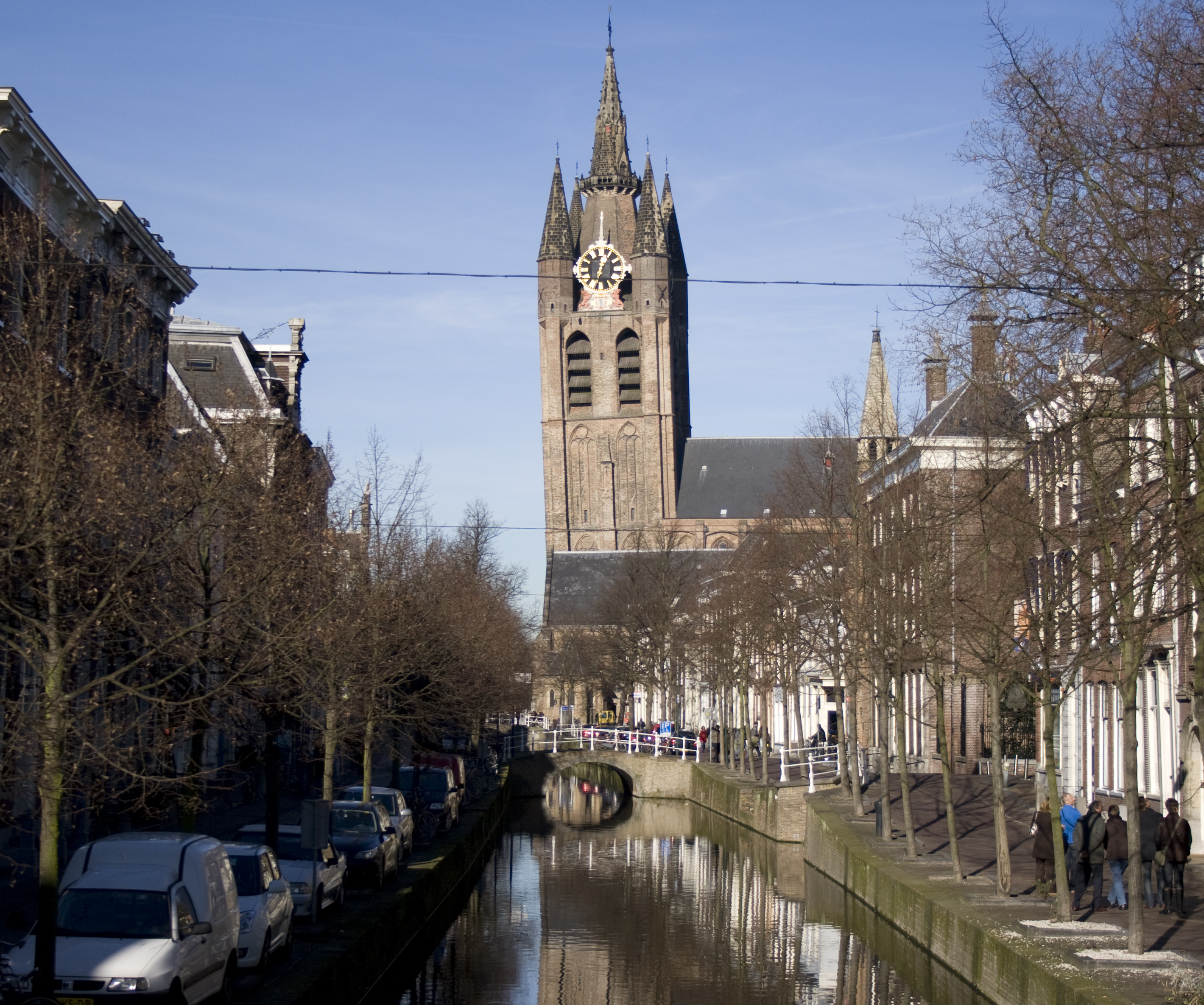
La torre pendente.

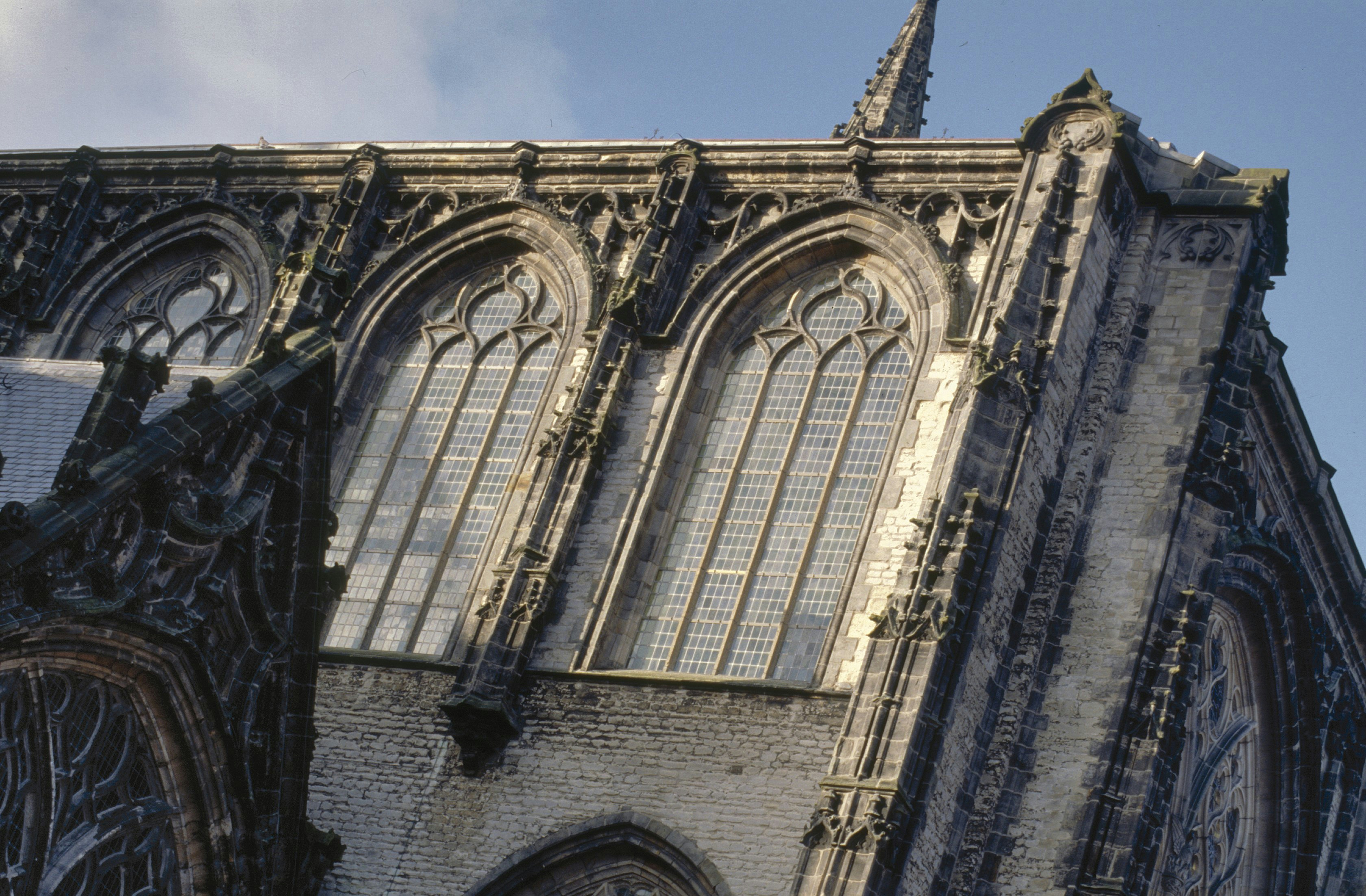
Il transetto nord dei Keldermans.

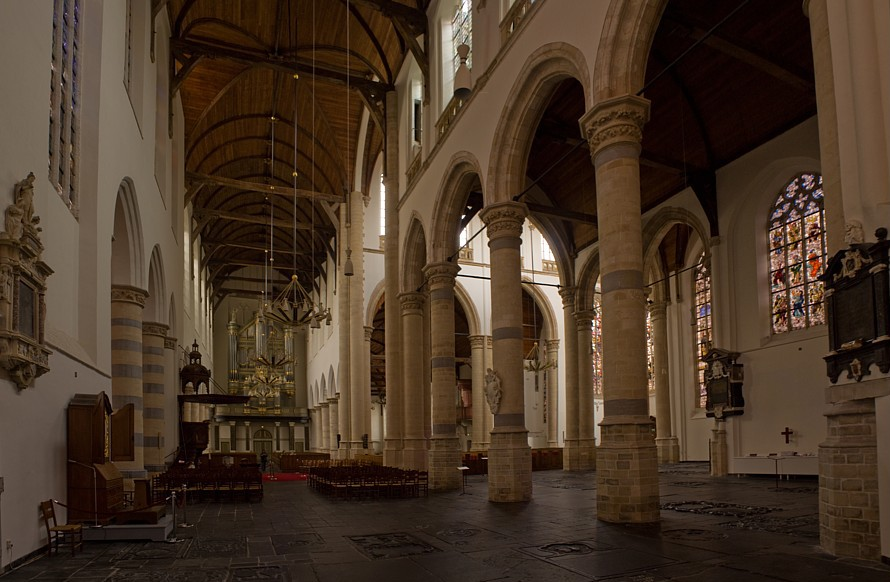
Veduta dell'interno.

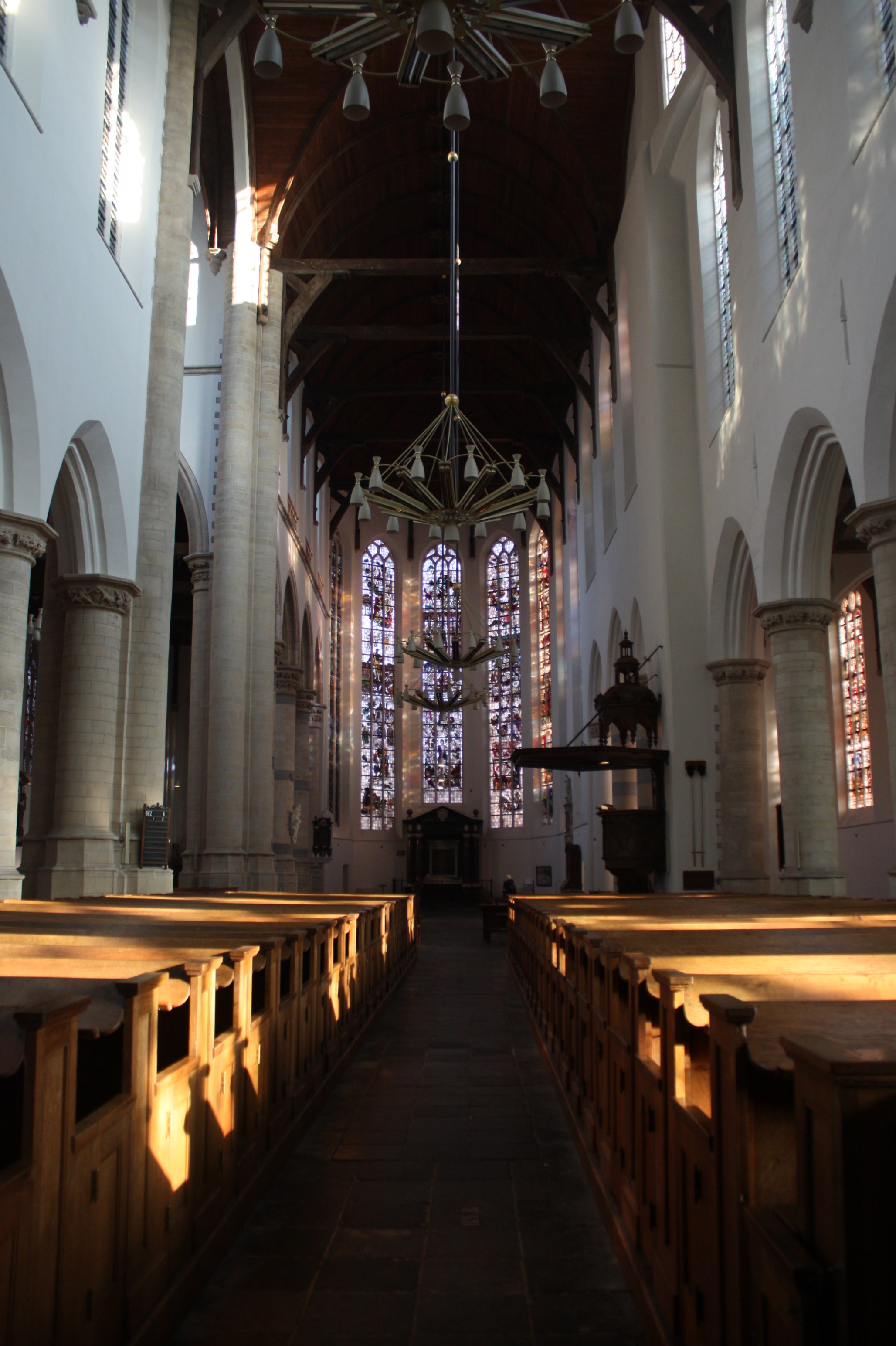
La navata.

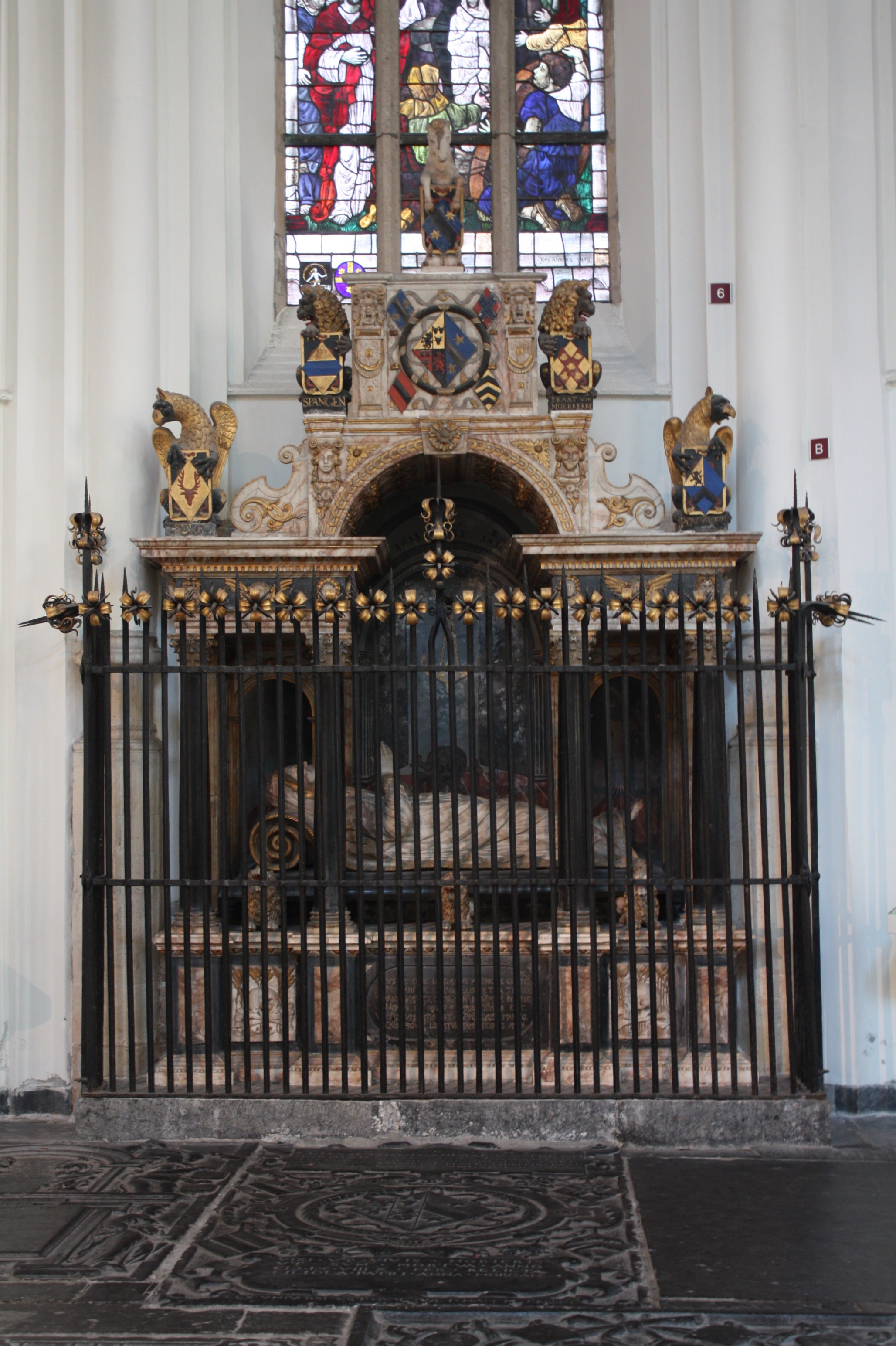
Monumento di Elisabeth Morgan.

### Origini
Una prima chiesa in questo luogo, in tufo, vi sorse intorno all'anno 1000. Verso il 1240 l'ufficiale Bartholomeus van der Made decise di intraprendere dei lavori per ampliare la chiesetta, aggiungendovi due navate laterali e il coro. Quando nel 1246 il conte Guglielmo II d'Olanda concesse a Delft il Titolo di città, la chiesa venne consacrata a San Bartolomeo, protettore del fondatore.

### Chiesa di Sant'Ippolito
Tra il 1325 e il 1350 venne eretta la torre in mattoni con quattro torrette angolari e cuspide centrale, di chiaro influsso fiammingo. Tuttavia le fondamenta risultarono da subito non adatte per supportare il peso della torre, che iniziò a inclinarsi. I lavori continuarono e i costruttori cercarono di compensare e raddrizzare, piano per piano, l'inclinazione del campanile. Oggi le sole guglie risultano veramente dritte. La torre con i suoi 75 metri d'altezza, all'epoca, dominava il panorama circostante, fino a quando venne superata nel XV secolo dalla costruzione della.
Pochi anni dopo la costruzione del campanile si intrapresero lavori di ampliamento della chiesa, in mattoni. Le navate laterali vennero alzate al livello di quella centrale, trasformando l'edificio in una hallenkirche, e venne rifatto il coro e le cappelle absidate di fianco. Nel 1396 la chiesa venne dedicata a Sant'Ippolito.

### La chiesa attuale
L'inizio della costruzione della nuova, grande chiesa di Sant'Orsola, sulla piazza del Mercato, creò ben presto delle rivalità. La chiesa di Sant'Ippolito perse il primato di torre più alta della contea e venne denominata Chiesa Vecchia, in contrapposizione all'altra in costruzione detta appunto Chiesa Nuova. Così fra il 1425 e il 1440 la chiesa di Sant'Ippolito venne ancora una volta rinnovata con l'alzamento della navata centrale e del coro. All'inizio del XVI secolo si decise addirittura di rifare l'edificio, più grande e in pietra, trasformando anche la sua pianta da basilicale a croce latina. I lavori vennero commissionati ad Antoon II e Rombout II Keldermans che iniziarono l'opera dal transetto settentrionale, ma nel 1536, a causa del grande incendio di Delft l'ambizioso progetto venne abbandonato e oggi ne resta ancora l'ala sinistra del transetto, incompiuta. L'anno successivo l'edificio venne restaurato ma le iconoclastie del 1566 e del 1572 saccheggiarono l'edificio che perse tutti gli arredi. Solo il pulpito del 1548 venne risparmiato.

### Restauri
Il 12 ottobre del 1654 lo scoppio improvviso della polveriera di Delft, sita nei pressi del Paardenmarkt (piazza del Mercato dei Cavalli), ove erano contenuti circa 90.000 libbre di polvere da sparo, devastarono la città. La Chiesa Vecchia rilevò ingenti danni e perse gran parte delle vetrate. Grazie a una colletta nei comuni limitrofi si iniziò ben presto la ricostruzione della città e restauro della chiesa.
Nella fine del XVIII secolo, il pavimento della chiesa sprofondò e nei lavori di restauro si approfittò anche per rinnovare l'edificio.
Nel 1921 un incendio colpì nuovamente la chiesa, che rimase chiusa per tre anni. Altri importanti restauri avvennero fra il 1949 e il 1961, e infine dal 1997 al 2000.

## Sepolture illustri
All'interno della Chiesa Vecchia sono sepolti illustri personaggi come l'ammiraglio Maarten Tromp, il celebre pittore Jan Vermeer, l'eroe navale, ammiraglio Piet Hein, la cui tomba viene attribuita a Pieter de Keyser; Elisabeth Morgan, figlia di Filips van Marnix, con ricco mausoleo.